# Добровольческий корпус СС «Данмарк» (1-й датский)
Добровольческий корпус СС «Данмарк» (нем. Freikorps Danmark, дат. Frikorps Danmark) — формирование в составе войск СС, созданное при поддержке датского правительства в июле 1941 года из добровольцев — членов датской нацистской партии.

## История
29 июня 1941 года в датской газете «Fædrelandet» было объявлено о формировании Добровольческого датского корпуса «для войны против большевизма». Правительство Дании разрешило военнослужащим датских вооружённых сил брать отпуска и записываться в корпус с сохранением воинских званий. Правительство Дании также объявило, что подполковник Кристиан Педер Крюссинг, начальник штаба 5-го артиллерийского полка, с согласия королевского правительства принял командование Добровольческим датским корпусом. Это решение было принято под нажимом Германии.
В конце июля первая тысяча датских добровольцев была направлена в учебный центр в Германии. К концу 1941 года в корпус записались около 6 тысяч датчан, около 25 % из них — этнические немцы из южной Дании.
В конце февраля 1942 года в результате интриг и подковерной борьбы в высших эшелонах СС, подполковник Крюссинг был снят с поста командира корпуса и переведён в Берлин. Командиром датского корпуса стал пользовавшийся особой благосклонностью Гиммлера Кристиан Фредерик фон Шальбург.
8 мая того же года датский корпус был направлен на Восточный фронт, где был передан в состав 3-й танковой дивизии СС «Мертвая голова».
Датчане воевали в районе Демянска. Вместе с другими немецкими подразделениями корпус попал в Демянский котёл, где до конца мая потерял до 80 % личного состава, в том числе и двух командующих корпусом: Кристиана Фредерика фон Шальбурга (2 июня 1942 года) и Ганса фон Леттов-Форбека.
В июле 1942 года командиром корпуса стал Кнуд Бёрге Мартинсен.
В августе остатки корпуса были направлены на пополнение в Данию и к октябрю — вновь возвращены на Восточный фронт. С декабря 1942 года корпус действует на фронте в районе Великих Лук.
В марте 1943 года корпус был отправлен на отдых в Германию, а 6 июня 1943 года — направлен в тренировочный лагерь Графенвёр (в районе Нюрнберга).
После проблем с набором новых добровольцев было принято решение о расформировании корпуса. Большая часть личного состава была переведена в 24-й моторизованный полк СС «Данмарк» (SS-Panzergrenadier Regiment 24 Danmark), входящий в состав 11-й моторизованной дивизии СС «Нордланд», остальные вернулись в Данию.

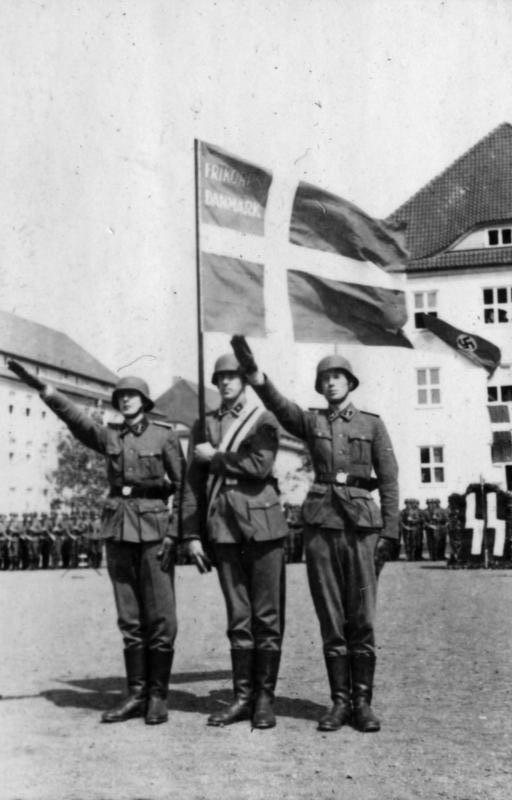
Присяга Добровольческого датского корпуса, 1941

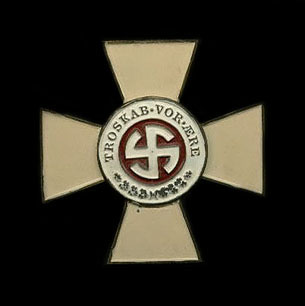
Крест Шальбурга
(награда Датского корпуса)

## Командующие корпусом
- С 19 июля 1941 по 23 февраля 1942 — Кристиан Крюссинг
- С 23 февраля 1942 по 1 марта 1942 — Кнуд Бёрге Мартинсен
- С 1 марта 1942 по 2 июня 1942 — Кристиан Фредерик фон Шальбург
- С 2 июня 1942 по 9 июня 1942 — Кнуд Бёрге Мартинсен
- С 9 июня 1942 по 11 июня 1942 — Ганс фон Леттов-Форбек
- С 11 июня 1942 по 20 мая 1943 — Кнуд Бёрге Мартинсен